# Bơi nghệ thuật tại Đại hội Thể thao châu Á 2022
Bơi nghệ thuật tại Đại hội Thể thao châu Á 2022 được tổ chức tại Sân vận động Công viên Thể thao Hàng Châu, Hàng Châu, Trung Quốc, diễn ra từ ngày 6 đến 8 tháng 10 năm 2023.

## Lịch thi đấu
| T | Technical routine | A | Acrobatic routine | F | Free routine |

| ND↓/Ngày →  | Thứ 6 6/10 | Thứ 7 7/10 | CN 8/10 |
| ----------- | ---------- | ---------- | ------- |
| Đôi nữ      | T          | F          |         |
| Đồng đội nữ | A          | T          | F       |

## Quốc gia tham dự
Tổng cộng 84 vận động viên đến từ 10 quốc gia tham gia tranh tài bộ môn Bơi nghệ thuật tại Đại hội Thể thao châu Á 2022:
- Trung Quốc (10)
- Hồng Kông (10)
- Nhật Bản (9)
- Kazakhstan (10)
- Ma Cao (10)
- CHDCND Triều Tiên (10)
- Singapore (10)
- Hàn Quốc (2)
- Thái Lan (10)
- Uzbekistan (3)

## Danh sách huy chương
| Nội dung           | Vàng | Bạc | Đồng |
| ------------------ | --- | --- | --- |
| Biểu diễn đôi      | Trung Quốc · Wang Liuyi · Wang Qianyi | Nhật Bản · Moe Higa · Mashiro Yasunaga | Kazakhstan · Arina Pushkina · Yasmin Tuyakova |
| Biểu diễn đồng đội | Trung Quốc · Chang Hao · Cheng Wentao · Feng Yu · Shi Haoyu · Wang Ciyue · Wang Liuyi · Wang Qianyi · Xiang Binxuan · Xiao Yanning · Zhang Yayi | Nhật Bản · Moe Higa · Moeka Kijima · Tomoka Sato · Ayano Shimada · Ami Wada · Akane Yanagisawa · Mashiro Yasunaga · Megumu Yoshida · Moka Fujii | Kazakhstan · Nargiza Bolatova · Eteri Kakutia · Aigerim Kurmangaliyeva · Xeniya Makarova · Arina Myasnikova · Anna Pavletsova · Arina Pushkina · Yasmin Tuyakova · Zhaklin Yakimova · Zhaniya Zhiyengazy |

## Bảng tổng sắp huy chương
| Hạng               | Đoàn               | Vàng | Bạc | Đồng | Tổng số |
| ------------------ | ------------------ | ---- | --- | ---- | ------- |
| 1                  | Trung Quốc (CHN)   | 2    | 0   | 0    | 2       |
| 2                  | Nhật Bản (JPN)     | 0    | 2   | 0    | 2       |
| 3                  | Kazakhstan (KAZ)   | 0    | 0   | 2    | 2       |
| Tổng số (3 đơn vị) | Tổng số (3 đơn vị) | 2    | 2   | 2    | 6       |